# Brunfelsia
Brunfelsia és un gènere de plantes solanàcies amb unes 50 espècies. La seva distribució és neotropical i són arbusts o arbrets.
Les flors són grosses i tubulars amb 5 pètals amples.
A Espanya, diverses de les seves espècies figuren a la llista de plantes de venda regulada, ja que contenen alcaloides tòxics i medicinals.